# Claudia Schiffer
Claudia Maria Schiffer (* 25. srpna 1970 Rheinberg) je německá supermodelka a herečka žijící ve Spojeném království. Proslavila se v 90. letech 20. století jako jedna z nejúspěšnějších světových modelek a dosáhla statusu supermodelky. Je držitelkou rekordu modelky s největším počtem snímků na obálce časopisů, zapsaného v Guinnessově knize rekordů, objevila se na více než 1000 titulních stránkách časopisů.
Schiffer hovoří plynně třemi jazyky - německy, anglicky a francouzsky. Od roku 2002 je vdaná za anglického producenta Matthewa Vaughna a mají spolu tři děti. K červenci 2023 se čisté jmění Claudie Schiffer odhaduje na 70 milionů dolarů.

## Dětství a mládí
Claudia Schiffer se narodila 25. srpna 1970 v Rheinbergu, malém městečku vzdáleném 15 km severozápadně od Duisburgu. Otec Heinz Schiffer (1937-2007) byl právník a matka Gudrun byla v domácnosti. Claudia je nejstarší ze čtyř sourozenců, má dva bratry Stefana a Andrease a sestru Ann Carolin. Jako dítě se chtěla stát právničkou a pracovat v otcově úspěšné advokátní kanceláři, ale osud zařídil, že ji oslovil modelingový agent a vydala se na dráhu modelky.

## Profesní život

### Modeling
V říjnu 1987, když jí bylo 17 let, si ji v nočním klubu v Düsseldorfu vyhlédl Michel Levaton, zakladatel a generální ředitel francouzské modelingové agentury Metropolitan Models, a později s ní podepsal smlouvu. Po ukončení střední školy odletěla Schiffer do Paříže. První modelingové focení absolvovala s německou fotografkou Ellen von Unwerth, obě byly začátečnice a výsledek obě proslavil. Ellen von Unwerth se vypracovala mezi nejslavnější reklamní fotografy a její portrét Claudie Schiffer se stal jednou z nejslavnějších módních fotografií osmdesátých let. Následně se Schiffer objevila na obálce časopisu Elle.
V roce 1989 se objevila v kampaních pro značku Guess? Po několika dalších snímcích v časopisech, včetně obálky britského Vogue, kterou nafotil Herb Ritts, si Schiffer vybral Karl Lagerfeld jako novou tvář značky Chanel, kde v lednu 1990 předvedla svou první módní přehlídku.
V letech 1990 a 1991 ji časopis People označil za jednu z nejkrásnějších žen světa a její schopnost oslovit světové publikum jí zajistila více než 25 let trvající úspěšnou kariéru. Kromě časopisů Elle a Vogue se objevila na obálkách mnoha dalších časopisů včetně Harper's Bazaar, Cosmopolitan a Time a jako první modelka také na titulní straně Vanity Fair, Rolling Stone a People. V roce 1992 byla jednou z deseti modelek na obálce ke 100. výročí časopisu Vogue. V květnu 1997 fotila pro časopis Playboy. Celkem se objevila na více než 1000 obálkách časopisů.
Schiffer předváděla na přehlídkách pro různé módní domy, například Versace, Karl Lagerfeld, Chloé, Yves Saint Laurent, Christian Dior, Fendi, Michael Kors, Dolce & Gabbana, Ralph Lauren, Balmain, Louis Vuitton, Prada, Anna Sui, Oscar de la Renta, Jil Sander, Donna Karan, Helmut Lang, Thierry Mugler, Chanel a Valentino. V roce 1992 vydělávala za jedno předvádění na přehlídkovém mole 20 000 dolarů.
Objevila se v reklamních kampaních pro Chanel, Versace, Balmain, Giorgio Armani, Karl Lagerfeld, Dom Pérignon, Alberta Ferretti, Bulgari, Chloé, Escada, Blumarine, Dolce & Gabbana, Fendi, Max Mara, Louis Vuitton, Michael Kors, Oscar de la Renta, Ralph Lauren, Emporio Armani, Liz Claiborne, Prada, Yves Saint Laurent, Marc Jacobs, Guess?, Salvatore Ferragamo, Neiman Marcus, Gap, Dillard's, Saks Fifth Avenue, Revlon, Intergaz a Pepsi. V roce 1994 ji fotografoval Arthur Elgort v Římě pro kampaň pro značku Valentino, která byla inspirována filmem Sladký život. V roce 1997 podepsala exkluzivní celosvětovou smlouvu se společností L'Oréal, která trvá i v roce 2023 a tím se  Schiffer stává jednou z jejích nejdéle působících tváří.
Kromě podpory luxusních značek se objevila jako tvář maloobchodních řetězců Mango a Accessorize, nechala si propíchnout uši speciálně pro kampaň Accessorize na podzim/zimu 2006. Za účinkování v reklamě na Citroën v roce 1998 údajně vydělala 3 miliony liber.

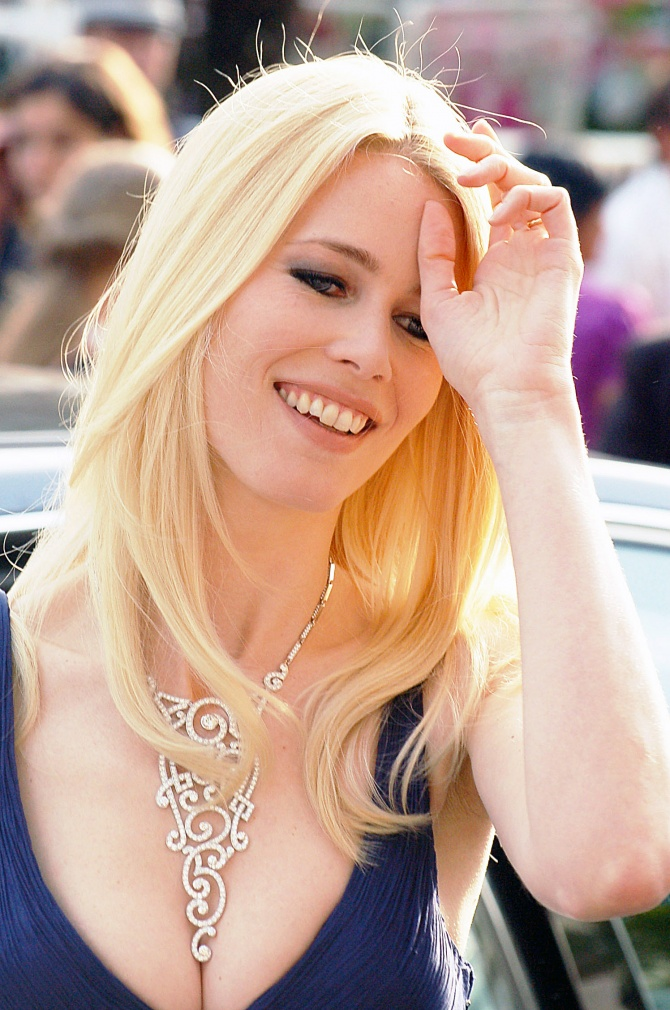
Na filmovém festivalu v Cannes v roce 2007

### Herectví
Schiffer debutovala ve filmu pro děti Richie Rich (1994) jako osobní fitness trenérka titulní postavy. Poté vydala čtyři videa o cvičení s názvem Claudia Schiffer's Perfectly Fit, která se stala bestsellerem. Dále hrála ve filmech
- The Blackout (tj. „Výpadek“,1997),
- Milenci na horách (v originále Friends & Lovers, 1999),
- Černá a bílá (v originále Black and White, 1999),
- Obžaloba (v originále In Pursuit, 2001),
- Zamilovaná do vraha (v originále Life Without Dick, 2002) a
- Láska nebeská (v originále Love Actually, 2003).[7]

## Charitativní činnost
Schiffer se stala členkou Výboru UNICEF pro podporu umění a zábavy a později velvyslankyní dobré vůle ve Velké Británii. V roce 2001 účinkovala ve videoklipu k charitativnímu singlu Uptown Girl od skupiny Westlife pro Comic Relief. Byla také mluvčí organizace Make Poverty History a objevila se v její kampani „Click“. V červenci 2005 vystoupila jako moderátorka na berlínském a edinburském koncertu Live 8.

## Ostatní aktivity

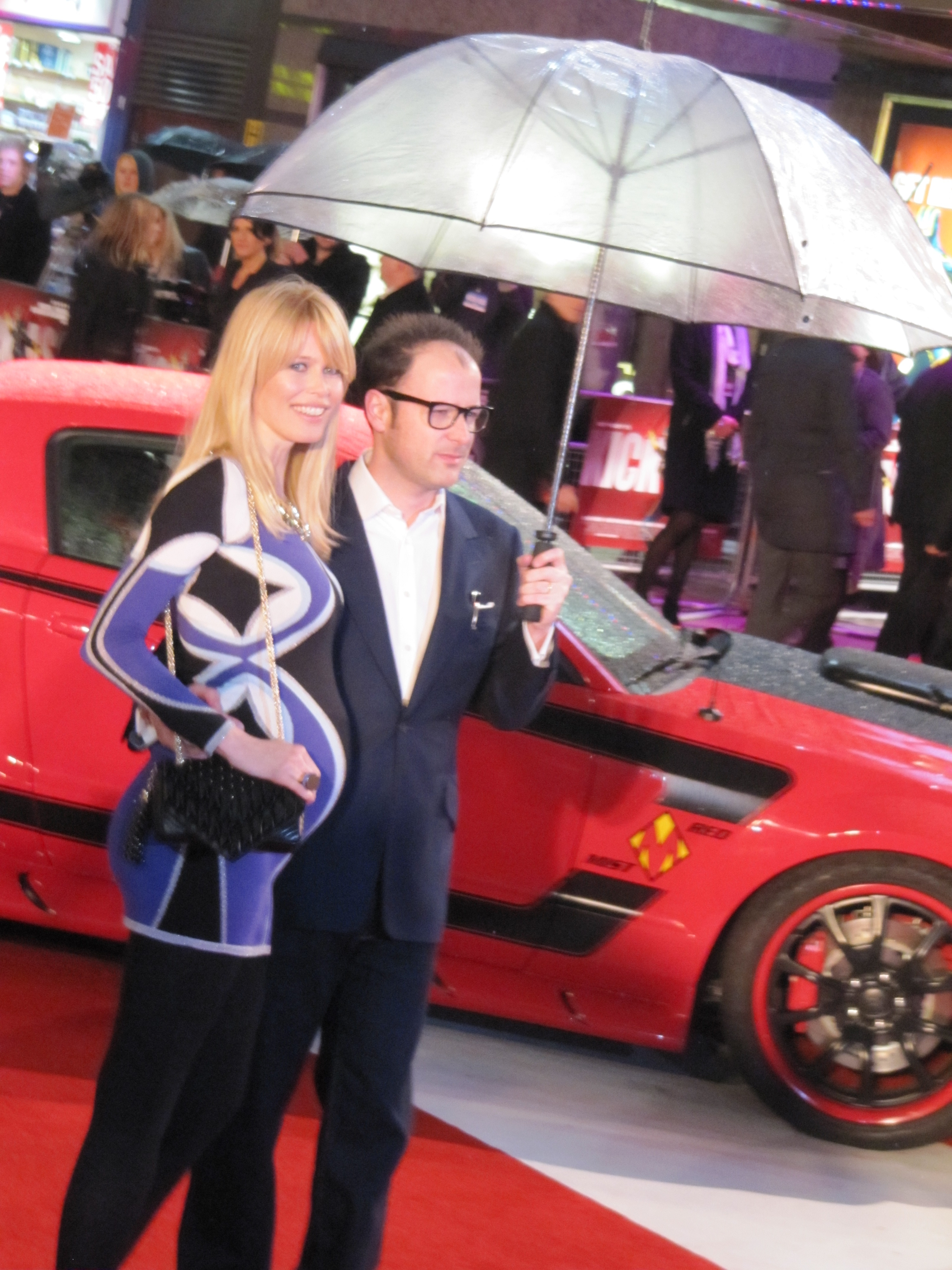
Claudia Schiffer s manželem Matthewem Vaughnem v roce 2010

Od roku 1992 vydává Schiffer vlastní řadu výročních kalendářů. Prvního kalendáře z roku 1992 se prodalo více než 300 000 výtisků. Také moderovala předávání francouzských módních cen a předávání World Music Awards v Monaku v roce 1995.
Spolu s modelkami Christy Turlington, Naomi Campbell a Elle Macpherson byla v roce 1995 spolumajitelkou řetězce restaurací Fashion Café. V roce 2002 předala princi Williamovi cenu za vítězství v pólu[9]. Účastnila se s Pelém zahajovacího ceremoniálu mistrovství světa ve fotbale v roce 2006.
V sezóně podzim-zima 2011 debutovala jako módní návrhářka, během pařížského týdne módy představila svou kašmírovou kolekci.

## Osobní život
V roce 1993 se Schiffer na berlínském galavečeru celebrit seznámila s americkým kouzelníkem Davidem Copperfieldem, který ji pozval na pódium, aby se s ním zúčastnila čtení myšlenek a létající iluze, a v lednu 1994 se zasnoubili. Během jejich vztahu se občas objevovala na pódiu s Copperfieldem jako jeho speciální hostující asistentka při kouzlech jako levitace, zmizení a rozříznutí napůl. Po boku Copperfielda se také objevila v dokumentárním filmu David Copperfield: 15 Years of Magic z roku 1994, v němž hrála reportérku, která s ním dělala rozhovor. V září 1999 oznámili, že ukončili svůj vztah, což zdůvodnili rozdílnými pracovními závazky, nicméně zůstali dobrými přáteli.

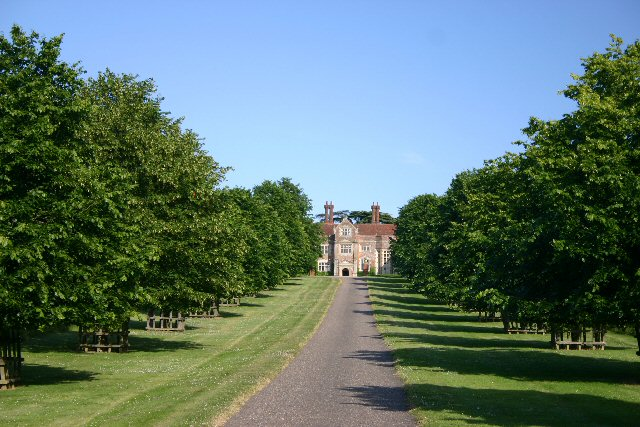
Stanningfield - Coldham Hall

Po rozchodu s Copperfieldem měla Schiffer do roku 2000 krátký vztah s obchodníkem s uměním a dědicem společnosti Green Shield Stamps Timem Jefferiesem.
Trvalá láska pak přišla, když se seznámila s anglickým filmovým producentem Matthewem Vaughnem, když byl Guyi Ritchiemu za svědka na svatbě s Madonnou. Vzali se 25. května 2002 v Suffolku a mají spolu syna Caspara a dcery Clementine a Cosimu. Manželé koupili v roce 2002 Coldham Hall, památkově chráněné tudorovské panské sídlo ve Stanningfieldu v hrabství Suffolk údajně z roku 1574.